# William H. Holden
Pour les articles homonymes, voir Holden.
William H. Holden (1827, Maryland - 1888, Ohio) est un médecin et un homme politique américain.

## Biographie
Élu démocrate à la chambre des représentants (pour le comté de Lake) puis au sénat de l'Ohio (pour le comté de Muskingum) durant trois législatures consécutives, William Holden est également maire de Zanesville de 1887 à sa mort.
Époux de Maria Hartley, il est père d'une fille, Mary L. Holden Stewart, et de deux fils, John Wesley Holden (dentiste à Zanesville) et James L. Holden (médecin et maire de Zanesville). Nancy Stewart, princesse Anastasia de Grèce, est l'une de ses petites-filles.